# Karboxyláty

Obecný vzorec karboxylátového iontu

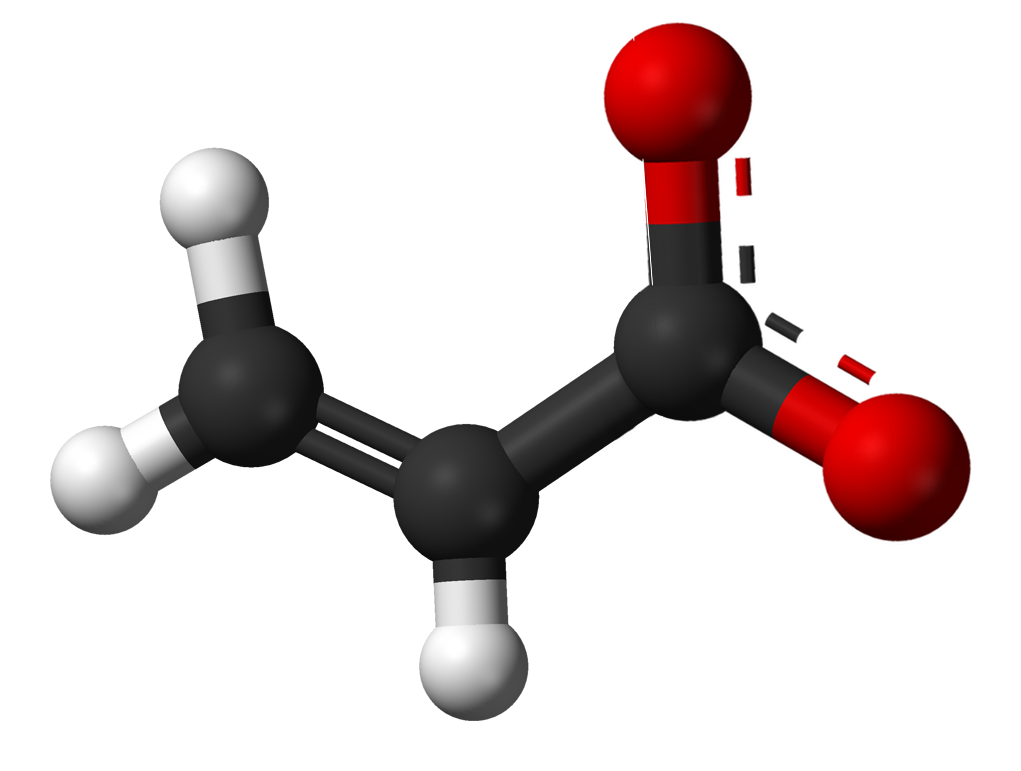
Akrylátový ion

Karboxyláty jsou anionty představující konjugované zásady karboxylových kyselin.
Jejich soli se nazývají karboxylátové soli a mají obecný vzorec M(RCOO)n, kde M kation kovu nebo amonný kation a n je 1, 2,...; Karboxylátové estery Mají obecný vzorec RCOOR′ nebo RCO2R′; R a R′ organické skupiny.

## Příprava
Karboxylátové ionty se tvoří deprotonací karboxylových kyselin. Tyto kyseliny mají obvykle pKa menší než 5 a mohou být deprotonovány mnoha zásadami, jako jsou hydroxid sodný a hydrogenuhličitan sodný.
{\displaystyle {\ce {RCO2H + NaOH -> RCO2Na + H2O}}}

## Rezonanční stabilizace karboxylátových iontů
Karboxylové kyseliny snadno disociují za tvorby karboxylátových aniontů a kladně nabitých vodíkových iontů (protonů), a to mnohem lépe než alkoholy na alkoxidové ionty a protony), protože karboxylát je rezonančně stabilizován. Záporný náboj vzniklý deprotonací karboxylové skupiny je delokalizován mezi oběma elektronegativními kyslíky a vytváří rezonanční strukturu. Pokud R patří mezi skupiny odtahující elektrony (což je například trifluormethyl (-CF3), tak se zásaditost karboxylátu snižuje a kyselost kyseliny zvyšuje.
V důsledku této delokalizace mají oba atomy kyslíku menší záporné náboje a kladně nabitý proton je tak slaběji vázán ke karboxylové skupině; karboxylátové ionty jsou tak stabilnější a méně zásadité. U alkoxidových iontů mají atomy kyslíku větší náboje a jsou k okolním protonům vázány silněji (alkoxidy jsou tak velmi silnými zásadami). Vzhledem k rezonanční stabilizaci mají karboxylové kyseliny výrazně nižší hodnoty pKa (a jsou tedy silnějšími kyselinami) než alkoholy, například kyselina octová má pKa 4,8, zatímco u ethanolu je jeho hodnota ~16. Kyselina octová je tedy sinější kyselinou a její roztoky mají oproti roztokům ethanolu se stejnou molární koncentrací nižší pH.

## Reakce

### Nukleofilní substituce

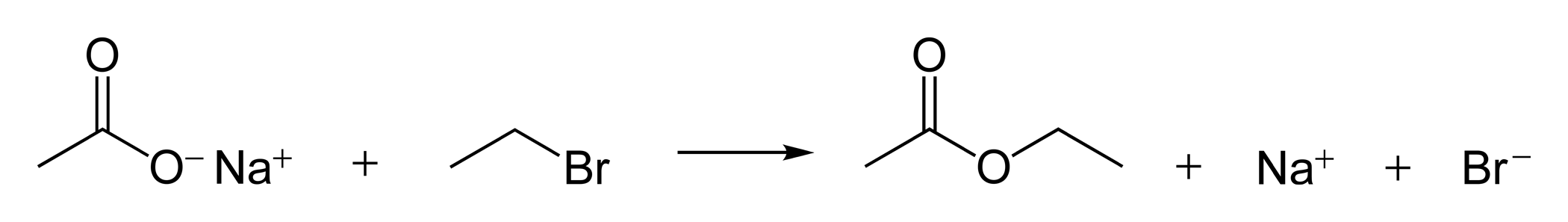
S_{N}2 reakce octanu sodného s bromethanem; produkty jsou ethylacetát a bromid sodný.

Karboxylátové ionty jsou dobrými nukleofily. Reagují s halogenalkany za vzniku esterů:
Karboxylátové ionty jsou mnohem slabšími nukleofily než hydroxidy a alkoxidy, ovšem silnějšími než halogenidové anionty (v aprotických polárních rozpouštědlech, i když vliv má také například rozpustnost iontu).

### Redukce
Redukce karboxylátů probíhá jinak než redukce esterů, protože u nich není přítomna odstupující skupina a na uhlíkovém atomu je v důsledku záporného náboje kyslíkových atomů poměrně vysoká elektronová hustota. Kyselinu lze zredukovat hydridem lithno-hlinitým (LAH) přeměnou LAH na Lewisovu kyselinu hydrid hlinitý (AlH3), přičemž se oxyanion mění na čtyři vazby Al-O.

## Příklady
- Mravenčanový ion, HCOO−
- Octanový ion, CH3COO−
- Methantetrakarboxylátový ion, C(COO−)4
- šťavelanový ion, (COO) 2−
2